# کوه موهیگن
کوه موهیگن (به انگلیسی: Muhigan Mountain) یک کوه در کانادا است که در آلبرتا واقع شده‌است. کوه موهیگن ۲٬۶۲۶ متر بالاتر از سطح دریا واقع شده‌است.